# روز مرخصی او
روز مرخصی او (انگلیسی: His Day Out) یک فیلم کمدی صامت کوتاه به کارگردانی آروید ئی. گیلستورم است که در سال ۱۹۱۸ منتشر شد. 

## گزیدهٔ بازیگران
- اولیور هاردی[۱]
- بیلی وست
- لیاتریس جوی
- لئو وایت
- جو بوردو
- اتل برتون
- باد راس
- بیلی کورک
- اسلیم کُل